# Pascaline Lepeltier
Pour les articles homonymes, voir Lepeltier.
Pascaline Lepeltier, née le 9 janvier 1981 à La Rochelle (Charente-Maritime), est une sommelière française. En 2018, elle obtient successivement les titres de Meilleur ouvrier de France dans la catégorie sommellerie et de Meilleur sommelier de France. Elle est la première femme lauréate de chacun de ces deux concours nationaux.

## Biographie
Née à La Rochelle, Pascaline Lepeltier grandit à Angers, dans la vallée de la Loire. Elle étudie d'abord la philosophie à Nantes avec la volonté de devenir professeure d'université. Elle se détourne de cette carrière et se passionne pour le vin alors qu’elle réoriente ses études vers un DESS et un master en management international de la restauration. Elle poursuit sa formation avec une mention complémentaire Sommellerie qu'elle obtient au CFA de la Chambre de commerce et d'industrie d'Angers. Elle effectue notamment au cours de ses études des stages chez Potel & Chabot, traiteur à Paris, et à L'Auberge Bretonne,  au Guide Michelin à cette époque, sous la direction du chef Jacques Thorel qui lui permet de commencer sa carrière de sommelière.
En l'espace d'un an, elle parvient à remporter les concours du « Meilleur jeune sommelier en Vins de Loire » et du « Meilleur sommelier de Bretagne »,. Alors qu'elle travaille en tant que directrice des boissons du restaurant Rouge Tomate à Bruxelles, elle effectue en 2008 un stage au restaurant Le Cinq ( au Guide Michelin à cette période) de l'hôtel George-V à Paris sous la direction d'Éric Beaumard, meilleur sommelier européen et vice-meilleur sommelier du monde. Promue au poste de directrice des boissons du restaurant Rouge Tomate de New York ( au Guide Michelin), elle emménage à Manhattan en 2009.
En quelques mois, elle est nommée parmi les cinq meilleurs nouveaux sommeliers américains de 2011 par le magazine Wine & Spirits (en), l'un des « prophètes du nouveau vin » de Time Out NY, l'un des influenceurs de boissons « 40 under 40 » de Wine Enthusiast (en) et appelée « l’évangéliste du vin naturel » par Ray Isle dans Food & Wine (en). Le New York Times classe sa carte des vins du restaurant Rouge Tomate parmi les meilleures de New York en 2013 et The World of Fine Wine (en) lui décerne les prix de « Meilleure longue liste de vins du monde 2017 » et « Liste des vins de l'année 2017 »,. Elle participe également à la rédaction de guides français sur le vin, comme le guide Gault & Millau ou le guide Fleurus des vins, et tient, depuis avril 2019, une rubrique régulière dans La Revue du vin de France.
En 2014, Pascaline obtient le diplôme de Master Sommelier (en) qu'elle préparait depuis 2010. Elle enseigne à la Court of Master Sommeliers (en) et à l'International Culinary Center (en) de Manhattan, dans l'État de New York et également à la Wine Scholar Guild. Passant le plus de temps possible dans les vignes et au moment des vendanges, elle crée en 2016 avec le viticulteur Nathan Kendall, « chëpìka », un projet viticole visant à redécouvrir le potentiel des raisins et des vins mousseux issus de l'agriculture biologique dans les Finger Lakes.
Adepte des vins biologiques, naturels et biodynamiques, elle les met à l’honneur dans le restaurant Chambers (anciennement Racines NY) de New York dont elle est responsable de la cave et associée depuis 2018,. Cette même année, elle remporte deux autres concours majeurs de sommellerie français : elle devient en effet consécutivement lauréate des titres de Meilleur ouvrier de France catégorie Sommellerie et de Meilleur sommelier de France. Elle a été à trois reprises (en 2008, 2010 et 2012) finaliste de ce dernier concours sans le remporter. Début 2019, elle est nommée personnalité de l'année par La Revue du vin de France qui n'avait jusqu'ici jamais honoré une femme de cette distinction.
En mars 2022, Pascaline Lepeltier remporte, face à cinq autres concurrents, l'épreuve de sélection du candidat français au concours de meilleur sommelier du monde qui a lieu du 7 au  12 février 2023 à Paris,. Pour sa première participation à un concours international, elle termine à la quatrième place de ce concours,,,.

## Récompenses et distinctions

### Palmarès
- 2006 : Meilleur jeune sommelier en Vins de Loire
- 2007 : Meilleur sommelier de Bretagne
- 2008 : Finaliste du concours de Meilleur sommelier de France
- 2010 : Finaliste du concours de Meilleur sommelier de France
- 2012 : Finaliste du concours de Meilleur sommelier de France
- 2018 : Meilleur ouvrier de France catégorie Sommellerie
- 2018 : Meilleur sommelier de France
- 2023 : 4e du concours de meilleur sommelier du monde
- 2024 : 2e du concours de meilleur sommelier d'Europe, d'Afrique et du Moyen-Orient

### Décoration
- Chevalière de l'ordre national du Mérite par décret du 30 novembre 2019[24]

## Publications
- (en) Avec Alice Feiring, The Dirty Guide to Wine : Following Flavor from Ground to Glass, New York, The Countryman Press, 2017, 256 p. (ISBN 9781581573848, OCLC 959872371).
- Domaine aux Moines : Une année au cœur de la vigne, en Val de Loire  (préf. Erik Orsenna, photogr. Hélène de Fontainieu), L'Entre-Cœur, 2017, 128 p. (ISBN 979-10-699-1146-8).
- Mille vignes : Penser le vin de demain, Paris, Hachette Pratique, 2 novembre 2022, 360 p. (ISBN 978-2-01-704723-0).

#### Internet
- Département de Maine-et-Loire, « Pascaline Lepeltier : son palais, la Loire », sur www.maine-et-loire.fr, septembre 2019.
- (en) Courtney Schiessl, « After Building the World's Best Wine List, Pascaline Lepeltier Moves On », sur Vinepair, 17 septembre 2017.
- (en) Christof Spinelli, « Time to put the sommeliers in the spotlight: Pascaline Lepeltier », sur Guilde des Sommeliers de Belgique, 3 janvier 2017.
- (en) Lauren Mowery, « Rouge Tomate’s Pascaline Lepeltier: “The More I Learned About Hospitality … The More I Realized That What I Really Loved Was Wine” », sur Village Voice, 24 juillet 2013.

#### Presse
- Rémi Barroux, Laure Gasparotto et Ophélie Neiman, « Leur vin, leur œuvre : portraits de cinq passionnées », Le Monde.fr,‎ 25 octobre 2019 (lire en ligne ).
- « Pascaline Lepeltier, première femme à décrocher le titre de Meilleur ouvrier de France en sommellerie », sur Franceinfo, 10 janvier 2019.
- Claire Morin-Gibourg, « Pascaline Lepeltier : seule femme sélectionnée pour le Concours du Meilleur Sommelier de France », sur La Revue du vin de France, octobre 2012.
- (en) Pascaline Lepeltier, « Sommelière in New York », sur The World of Fine Wine, 27 novembre 2015.

#### Vidéos
- « Pascaline Lepeltier, première meilleure sommelière de France » [vidéo], sur Franceinfo, 17 novembre 2018.
- « Le 20H Le Mag [...] du 28 mars 2019 : Pascaline, meilleure sommelière » [vidéo], sur LCI, 28 mars 2019.
- « Portrait de Pascaline Lepeltier, la sommelière à la conquête du monde » [vidéo], sur Franceinfo, 24 décembre 2022.